# Die schwarze Füchsin
Die schwarze Füchsin ist ein britisches Filmdrama aus dem Jahr 1950 von Michael Powell und Emeric Pressburger mit Jennifer Jones und David Farrar in den Hauptrollen. Der Film wurde von London Film Productions und Vanguard Films produziert und basiert auf dem Roman Gone to Earth von Mary Gladys Webb.

## Handlung
Nahe der walisischen Grenze in der englischen Grafschaft Shropshire lebt Ende des 19. Jahrhunderts die schöne Hazel Woodus mit ihrem verwitweten Vater Abel, einem Sargmacher und Harfenisten, in dem armen Dörfchen God's Little Mountain. In der Hütte ihres Vaters kümmert sich die sanfte Hazel um Foxy, einen jungen Fuchs, den sie vor den örtlichen Jägern und vielen anderen wilden Tieren beschützt. Zu Abels Ärger studiert die beeinflussbare Hazel auch die Folklore ihrer Zigeunermutter, zu deren Legenden die Geschichte des mörderischen Black Huntsman gehört. Eines Abends, nachdem sie den Tag auf dem Marktplatz verbracht hat, ist Hazel auf dem Weg nach Hause, als sie eine Kutsche näherkommen hört. Sie glaubt, dass der Black Huntsman hinter ihr her ist, rennt los und stolpert. Der Kutscher, Jack Reddin, hält an und bietet Hazel eine Mitfahrgelegenheit an. Sein hübsches Gesicht und sein höfliches Verhalten machen ihr so viel Eindruck, dass sie annimmt. Jack, ein Gutsherr, lädt Hazel ein, die Nacht in seinem Herrenhaus zu verbringen, und lockt sie mit einer Truhe voller eleganter Kleider. Sobald Jack jedoch versucht, ihr seine Aufmerksamkeit aufzudrängen, rennt Hazel nach draußen, wo ihr Jacks Diener Andrew Vessons zu Hilfe kommt. Hazel verbringt die Nacht im Stall.
Am nächsten Morgen bringt Vessons sie nach Hause und verspricht, Jack niemals zu sagen, wo sie wohnt. Nachdem Abel sich bei Hazel beschwert, dass sie zu wild sei und einen Ehemann brauche, schwört Hazel beim Grab ihrer Mutter, dass sie den ersten Mann heiraten werde, der sie abholen kommt. Jack beginnt derweil, die Gegend nach Hazel abzusuchen, aber niemand will zugeben, sie zu kennen. Als er im örtlichen Gasthaus nach ihr fragt, versteckt sie sich. Bei einer gesellschaftlichen Veranstaltung zu Ehren der Ankunft von Edward Marston, dem neuen Baptistenpfarrer, singt Hazel ein Volkslied, während Abel sie auf der Harfe begleitet. Edward ist von Hazel entzückt und lädt sie ein, mit ihm und seiner Mutter zu Abend zu essen. Im Haus der Marstons erzählt Hazel dem ernsthaften Edward von ihrem Schwur, während Jack in der Nähe seine vergebliche Suche fortsetzt. Als er sie nach Hause begleitet, macht Edward ihr einen Heiratsantrag und erklärt, dass er sie mehr liebt als sie Foxy. Hazel zögert, darauf zu reagieren, nimmt aber schließlich an, da sie ihren Schwur nicht brechen will.
Hazel, gekleidet in die neuen Kleider, die Edward ihr versprochen hatte, besucht mit Mrs. Marston die gerade stattfindende Kirmes. Jack, der an einem Springreit-Wettbewerb teilnimmt, erspäht sie und droht, Edward zu erzählen, dass sie die Nacht zusammen verbracht haben, wenn sie ihn später nicht trifft. Während ihres Rendezvous gesteht Jack seine Liebe und bietet Hazel an, sie zu heiraten, aber sie besteht darauf, dass sie ihr Versprechen nicht brechen kann, da schreckliche Dinge passieren könnten. Am nächsten Tag heiraten Hazel und Edward. Edward, der weiß, dass Hazel ihn nicht liebt und Gott geschworen hat, sie nicht zu berühren, bis sie es tut, lässt sie allein schlafen. Kurz nachdem Edward Hazel getauft hat, taucht Jack im Haus der Marstons auf und täuscht Nachbarschaftshilfe vor. Als er mit Hazel allein ist, küsst Jack sie und sagt ihr, sie solle ihn später treffen. Obwohl Hazel Edward versichert, dass sie glücklich ist, liest sie ein altes Folklorebuch ihrer Mutter und macht einen Test, um herauszufinden, ob sie zu Jack gehen sollte. Die Zeichen, die sie erhält, bringen sie dazu, sich mit Jack zu treffen. Sie findet Jack im Wald und reitet am Ende der Nacht zu seinem Herrenhaus. Edward sucht verzweifelt nach Hazel, bis er eine Nachricht von ihr erhält, in der sie ihm versichert, dass es ihr gut geht, und ihn bittet, nicht zu ihr zu kommen.
Hazel zieht bei Jack ein, ist aber unglücklich in dem düsteren Herrenhaus und wird hysterisch, als er ein Kaninchenbaby, das sie gefunden hat, bösartig seinem Jagdhund zuwirft. Edward erfährt unterdessen von Hazels missbilligender Mutter, wo sie sich aufhält, und eilt zu ihr. Selbst nachdem Jack verkündet, dass Hazel von ihm schwanger ist, bietet Edward an, Hazel zurückzunehmen. Hazel kehrt zu ihrem Ehemann zurück, aber Mrs. Marston weigert sich, bei ihr zu leben und zieht aus. Hazels Schuldgefühle werden stärker, als mehrere Dorfbewohner vorbeikommen und Edward sagen, dass die Gemeinde Hazels Anwesenheit nicht dulden wird. In diesem Moment kommt eine von Jack angeführte Fuchsjagd vorbei und Hazel erkennt, dass Foxy draußen ist und keinen Schutz hat. Obwohl sie Foxy findet, setzt das Hunderudel die Verfolgung fort und treibt sie schließlich am Rand eines verlassenen Minenschachts in die Enge. Hazel und Jack kämpfen um Foxy und Hazel, die ihren geliebten Fuchs immer noch umklammert, rutscht in den Schacht und stürzt in den Tod.

## Hintergrund
Gedreht wurde der Film ab dem 19. Juli 1949.
Im Vorspann wird darauf hingewiesen, dass der Film an der walisischen Grenze in Shepperton und in Hollywood gedreht wurde. Der Vorspann wird kurzzeitig durch Aufnahmen einer englischen Fuchsjagd unterbrochen. Dabei beschreibt der Erzähler Joseph Cotten die Landschaft von Shropshire und ihre Zigeunerbräuche.
Die Vorgeschichte des Films war kompliziert. Im März 1937 gab die Schauspielerin Simone Simon bekannt, dass sie die Rechte an Mary Webbs Roman erworben hatte. Im März 1940 war der Roman jedoch unter der Kontrolle des englischen Produzenten Alexander Korda, der plante, die Geschichte für die Veröffentlichung bei United Artists zu verfilmen. Laurence Olivier und Vivien Leigh wurden damals als mögliche Stars erwähnt. Die Produktion des Films begann erst im Juli 1949. Korda und der amerikanische Produzent David O. Selznick, der Ende der 1940er Jahre einen Produktions- und Vertriebsvertrag abgeschlossen hatte, engagierten Pressburger und Powell, um den Film zu drehen, mit Jennifer Jones, Selznicks neuer Ehefrau, als Star.
Laut Powells Autobiografie testete der Regisseur sowohl James Donald als auch Paul Scofield für die Rolle des Edward Marston, bevor er Cyril Cusack besetzte. Powell beschrieb die Dreharbeiten vor Ort in der Landschaft von Shropshire: „Wir haben nur Einheimische für die Massenszenen und kleine Rollen eingesetzt. Wir mieteten einen stillgelegten Flugplatz unweit von Shrewsbury und nutzten die leeren Hangars wie ein Filmstudio. Wir begannen in Much Wenlock, wo Jennifer die kleine Marktstadt besuchte, als wäre sie Paris. Wir zogen weiter nach Church Stretton und Craven Arms in den Welsh Marches und machten sie für ein oder zwei Wochen zu unserem Stützpunkt.“ Die Szene auf der Kirmes wurde auf den Wasserwiesen in der Nähe von Shrewsbury gedreht.
Ende 1949 verlangte Selznick, nachdem er in England einen Rohschnitt des Films gesehen hatte, umfangreiche Neuaufnahmen. Laut modernen Quellen war Selznick mit der Version von Powell und Pressburger unzufrieden, weil Jones nicht oft genug auf der Leinwand zu sehen war, und warf den Filmemachern vor, sich zu eng an den Roman zu halten. Selznick, der die Rechte für die westliche Hemisphäre besaß, und Korda, der die restlichen weltweiten Rechte besaß, waren sich laut zeitgenössischen Nachrichten nicht einig, wer die Kosten für die Neuaufnahmen tragen sollte. Moderne Quellen weisen darauf hin, dass Selznicks Anwalt im April 1950 in London eine einstweilige Verfügung gegen den Film beantragte, jedoch erfolglos blieb. Laut zeitgenössischen Nachrichten leiteten die Produzenten im August 1950 ein Schiedsverfahren ein. Korda verlangte von Selznick die Freigabe von 100.000 Pfund (2024: ca. 2,867 Millionen Pfund), die in London treuhänderisch hinterlegt waren. Diese stellten die Erträge aus dem englischen Vertrieb von Selznicks Produktion Der Fall Paradin aus dem Jahr 1948 dar, die Selznick Korda im Austausch für Gone to Earth versprochen hatte. Selznick entgegnete, dass Korda keinen Anspruch auf das Geld habe, bis er die geforderten Änderungen vorgenommen habe.
Ebenfalls in dem Rechtsstreit enthalten waren Gelder aus dem Vertrieb von Selznicks Film Jenny in England aus dem Jahr 1949, den Selznick an Korda im Austausch für Gone to Earth abgetreten hatte, sowie die US-Vertriebsrechte an Kordas Film Der dritte Mann aus dem Jahr 1950. Der Streit wurde im November 1950 beigelegt, als entschieden wurde, dass Selznick nur Anspruch auf Neuaufnahmen im Umfang von drei Szenen hatte. Moderne Quellen geben an, dass der New Yorker Richter in dem Fall, Robert P. Patterson, entschied, dass alle Bedingungen des ursprünglichen Vertrags zwischen Selznick und Korda im Wesentlichen erfüllt worden seien und dass Selznick für die Veröffentlichung in der westlichen Hemisphäre alle gewünschten Änderungen an Gone to Earth vornehmen könne, dies jedoch auf eigene Kosten tun müsse.
Zeitgenössischen Quellen zufolge wurden in Hollywood Neuaufnahmen gedreht. Moderne Quellen weisen darauf hin, dass Selznick Rouben Mamoulian als Regisseur für das neue Filmmaterial engagierte und alle Hauptdarsteller neu zusammenstellte. Moderne Quellen zufolge wurden siebzig Prozent des Films entweder neu gedreht oder gestrichen. Laut Informationen der Motion Picture Association hielt Joseph Breen, Direktor der Zensurbehörde Production Code Administration, eine im Oktober 1950 gedrehte Version des Films für nach den Bestimmungen des Hays Code inakzeptabel. Breen beschwerte sich, dass der gedrehte Film im Gegensatz zu dem von ihm genehmigten Drehbuch zu viel Liebesspiel zwischen Jack und Hazel enthielt. Er wandte sich auch gegen die Entfernung der Szene, in der Hazel reumütig über ihre Sünde spricht, sowie gegen die Besetzung und Regie der Szene, in der die Stadtbewohner zum Haus der Marstons kommen, um ihre Missbilligung von Edward und Hazel auszudrücken. Breen erklärte in einem Brief an Selznick vom 12. Oktober 1950, dass „diese Szene sorgfältig bearbeitet werden muss, um den gegenwärtigen Eindruck zu beseitigen, die Stadtbewohner so unfreundlich darzustellen, dass sie beim Publikum Sympathien für das wecken, was sie sagen.“ Um Breen zufriedenzustellen, reduzierte Selznick nicht nur das anstößige Liebesspiel, fügte Hazels Reuerede wieder ein und änderte einige Dialoge der Stadtbewohner, sondern fügte auch Dialoge hinzu, die Hazels Schwangerschaft belegen, da er der Meinung war, dass eine Schwangerschaft „die Unmöglichkeit einer Versöhnung zwischen ihr und ihrem Ehemann unterstreichen würde“. Breen genehmigte den Film Ende November 1950.
Im September 1951 wurde ankündigt, dass der Film, der damals Gypsy Blood hieß, von „Selznick International“ vertrieben werden würde. Im Dezember 1951 verkaufte Selznick die Vertriebsrechte für die westliche Hemisphäre für 500.000 Dollar (2024: ca. 6 Millionen Dollar) an RKO Pictures, die den Film unter dem Titel The Wild Heart herausbrachten. Im Juli 1986 wurde in London eine Kopie der britischen Version des Films gezeigt, die vom National Heritage Memorial Fund restauriert worden war.
Arthur Lawson oblag die künstlerische Leitung. Peter Mullins war für das Szenenbild zuständig. Verantwortliche Toningenieure waren John Cox und Charles Poulton. Freddie Francis arbeitete als Kameraführer, Peter R. Hunt als Schnittassistent.

## Veröffentlichung und deutsche Fassung
| Figur          | Darsteller      | Deutscher Sprecher |
| -------------- | --------------- | ------------------ |
| Hazel Woodus   | Jennifer Jones  | Gisela Trowe       |
| Jack Reddin    | David Farrar    | Wolfgang Lukschy   |
| Edward Marston | Cyril Cusack    | Kurt Waitzmann     |
| Mrs. Marston   | Sybil Thorndike | Margarete Schön    |
| Abel Woodus    | Esmond Knight   | Alfred Haase       |
| Andrew Vessons | Hugh Griffith   | Erich Dunskus      |

Die Premiere des Films fand am 1. September 1950 im Rahmen der Internationalen Filmfestspiele in Venedig statt. Der Kinostart im Vereinigten Königreich erfolgte nach einer Premierenvorführung am 22. September 1950 in London. In der Bundesrepublik Deutschland kam er am 23. März 1951 in die Kinos, in den USA ab dem 28. Mai 1952. Die deutsche Synchronfassung entstand im Auftrag der Mars-Film unter der Dialogregie von Hans F. Wilhelm, der auch das Dialogbuch verfasste.

## Kritiken
Die schwarze Füchsin erhielt ein verhaltenes Presseecho. So fallen die Bewertungen laut dem US-amerikanischen Aggregator Metacritic im Mittel „Durchwachsen oder Durchschnittlich“ aus.
Die zeitgenössische Kritik fiel recht zurückhaltend aus. Das Monthly Film Bulletin lobte den Film als einigermaßen getreue Adaption der Romanvorlage. Es sei dennoch schwer zu sagen, was man von diesem Film halten solle. Der Originalroman sei absurd genug, aber Mary Webb war zumindest leidenschaftlich in ihre unheimliche, ländliche Welt vertieft und versuchte nicht mehr als eine tragische kleine Geschichte über ein heidnisches Naturkind, das wie ihr Hausfuchs von Menschen zu Tode gejagt wird. Powell und Pressburger scheinen es zu einer allegorischen Darstellung der spirituellen und fleischlichen Liebe aufgeblasen zu haben, die um ein unschuldiges Wesen kämpft. Ihre langsame, gestelzte, bedeutungsvolle Methode lasse die kleine Geschichte noch lächerlicher erscheinen, als sie vielleicht sei. Übermäßige, raffinierte Farbexperimente und eine kalte Behandlung des Unwahrscheinlichen seien weitere Unstimmigkeiten. In der The New York Times schrieb Howard Thompson, Powell und Pressburger haben die Zutaten mit stumpfen, unnachgiebigen Schlägen eingeschlagen, mit vagen psychologischen Anklängen gewürzt und nur am Rande mit Humor und echter Wahrnehmung gemildert. Die Variety äußerte sich indes negativ. Es handelt sich in erster Linie um eine einfache Geschichte über einfache Menschen, ohne Finesse, Politur oder Raffinesse. Dialoge entstehen gerade so aus dem einsilbigen Zustand.
Moderne Quellen bewerten die restaurierte Fassung positiver. So schrieb Kim Newman im Magazin Empire, dass man diesen Film unbedingt gesehen haben müsse, denn er sei voller unverhohlener Romantik, atemberaubendem visuellen Delirium, der hervorragenden Darstellung von Cusack als einzigem vernünftigen Menschen im County und dem puren Esprit, mit dem die grundlegende Dummheit der Handlung präsentiert werde.

„Ambitionierte aber wirre Romanverfilmung.“

## Auszeichnungen
Brian Easdale wurde bei den Internationalen Filmfestspielen von Venedig mit dem Internationalen Preis für die beste Filmmusik ausgezeichnet. Der Film war zudem für den Goldenen Löwen nominiert.